# Gvožđe(II) sulfid
Gvožđe(II) sulfid (fero sulfid) je hemijsko jedinjenje sa formulom . U praksi, gvožđe sulfidi su često nestehiometrijski. Gvožđe sulfid je piroforan (i.e. spontano se pali na vazduhu).

## Forme gvožđe sulfida
Gvožđe sulfid postoji u nekoliko zasebnih formi, koje se razlikuju u odnosu sumpora i gvožđa i osobinama:
- Troilit[4][5], FeS, krajnji član pirotita;
- Greigit, , analogan sa magnetitom, ;
- Pirotit,  (gde x = 0 do 0.2), ili ;
- Makinavit,  (gde x = 0 do 0.1);
- Markasit[6], ili gvožđe(II) disulfid, 2 (ortorombni);
- Pirit, ili gvožđe(II) disulfid, 2 (kubni), najstabilniji član.

## Hemijske reakcije
Gvožđe(II) sulfid reaguje sa hlorovodoničnom kiselinom, oslobađajući oporan i veoma toksičan vodonik sulfid
FeS se može dobiti zagrevanjem gvožđa i sumpora: